# Trigonopsis cameronii
Trigonopsis cameronii är en biart som först beskrevs av Kohl 1902.  Trigonopsis cameronii ingår i släktet Trigonopsis och familjen grävsteklar. Inga underarter finns listade i Catalogue of Life.